# Maxillaria bettymooreana
Maxillaria bettymooreana är en orkidéart som beskrevs av Eric Alston Christenson. Maxillaria bettymooreana ingår i släktet Maxillaria och familjen orkidéer. Inga underarter finns listade i Catalogue of Life.